# Ptahšepses
Ptahšepses je bio drevni Egipćanin, vezir i zet faraona Njuserre Inija, vladara 5. dinastije. Poznat je po svojoj mastabi (grobnici) u Abusiru. Njegovo ime slavi boga Ptaha, stvoritelja svijeta prema memfiskoj mitologiji.

## Biografija
Ptahšepses je bio plemić, odan svom kralju te stoga voljen, nadglednik poslova, vezir i svećenik. Bio je pripadnik elite, a postao je i član kraljevske obitelji, oženivši kraljevu kćer Kamerernebti, čija je majka bila Reptinub.
Broj djece Kamerernebti i Ptahšepsesa se razlikuje u raznim izvorima:
- sinovi Ptahšepses, Kahotep, Kednes i Hemakti te kći Meritites
- ista djeca kao već navedena, a još k tome i sin Kafini
- ista djeca kao već navedena, s ili bez Kafinija, ali s dva Ptahšepsesa.

Meritites je imala naslov "kraljeva kći" (sat nesut), koji treba tumačiti kao "kraljeva unuka".

## Pokop
Ptahšepses je pokopan u mastabi u Abusiru. Mastaba je nekoliko puta opljačkana, a Ptahšepsesova je mumija uništena.

## Vanjske poveznice
|  | Zajednički poslužitelj ima još gradiva o temi Ptahšepses |